# McLaren M9A
McLaren M9A — болид Формулы-1, построенный для участия в чемпионате мира 1966 года. Этот автомобиль участвовал только в одной гонке Формулы-1 в своей истории - Гран-при Великобритании 1969 года.

## История
В сезоне 1969 года дела у команды Bruce McLaren Motor Racing дела шли не очень хорошо: гонщикам удалось выиграть только одну гонку и команда заняла 4-е место в Кубке конструкторов.
Не помогла делу и полноприводная модель McLaren-M9A, разработанная Джо Марквартом во время "полноприводного бума" в Формуле-1. Испытав его, Брюс Макларен и Денни Халм воздержались от участия в гонках на полноприводном болиде. А Дерек Белл, которому доверили испытание машины в боевых условиях, выступил в Сильверстоуне очень слабо: в квалификации занял 15 место, а в гонке сошёл из-за поломки задней подвески. После этой гонки об M9A забыли навсегда.